# Кавана, Пэт
Пэт Кавана́ (англ. Patricia Olive "Pat" Kavanagh) —  британский литературный агент.

## Биография
Пэт Кавана родилась в 1940 году в Дурбане, Южная Африка, где её отец работал журналистом до и после службы летчиком-истребителем в SAAF во время Второй мировой войны. Мать, Олив (урождённая Ле Ру), занималась общественным здравоохранением. Училась в Кейптаунском университете, но заинтересовалась актёрским мастерством, однако её актёрская карьера не сложилась. Затем, работая копирайтером, откликнулась на вакансию литературного агента. За свою карьеру в качестве литературного агента Пэт Кавана работала с множеством известных британских писателей. Была долгое время литературным агентом английского писателя Мартина Эмиса, который ушёл от неё после 23-х лет к американскому агенту Эндрю Уайли (англ. Andrew Wylie) по прозвищу Шакал (англ. Jackal). Архивная копия от 24 марта 2008 на Wayback Machine Как полагали, это положило конец дружбе Эмиса и Барнса.

## Личная жизнь

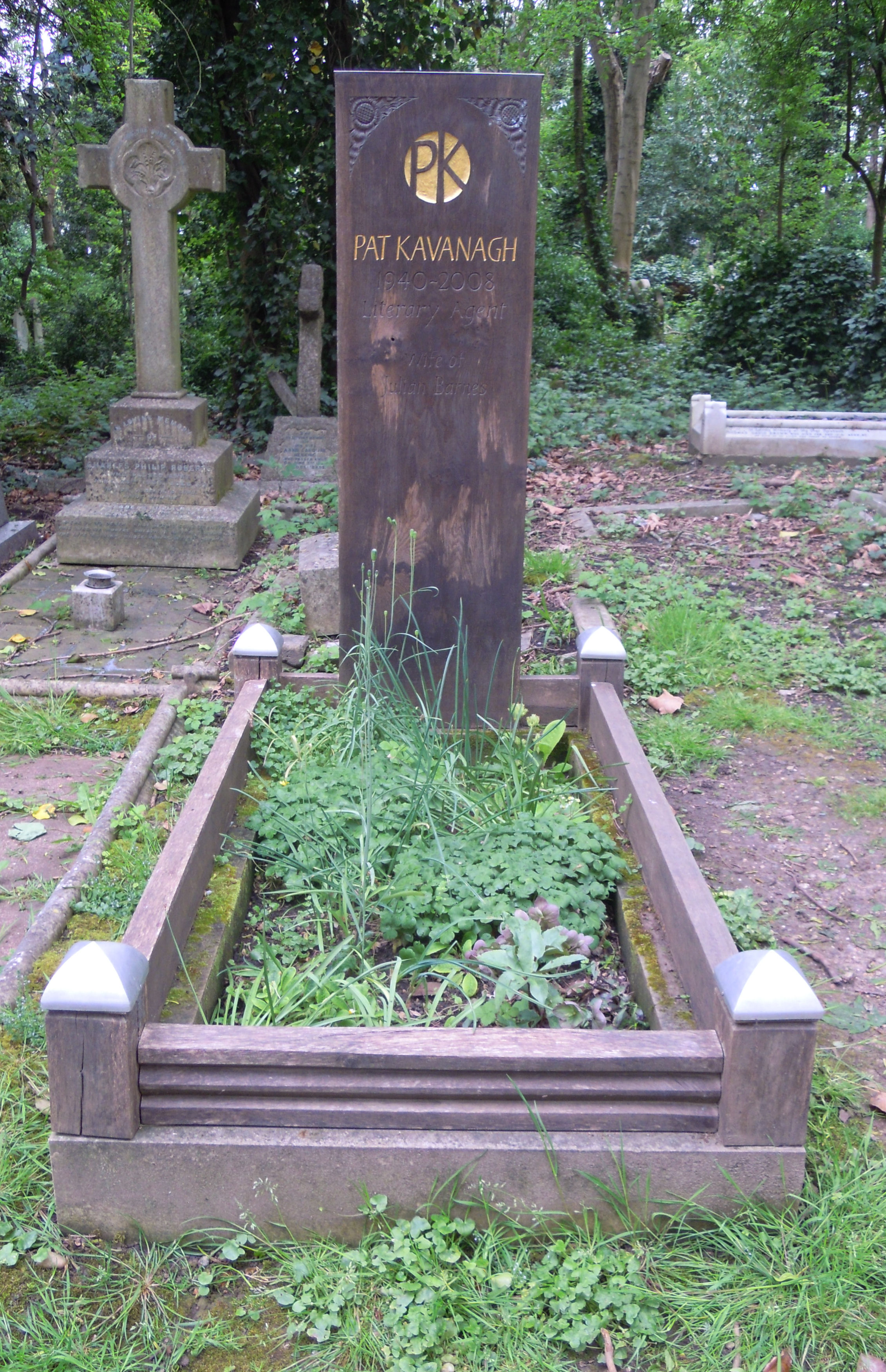
Могила Пэт Кавана на Хайгейтском кладбище

Была замужем за Джулианом Барнсом, чьим агентом она также являлась.  В 1980-х годах у Кавана завязался роман с Джанет Уинтерсон, к которой она ушла от Барнса. Считается, что роман Джанет Уинтерсон «Письмена на теле» основывается на некоторых элементах её отношений с Кавана. Архивная копия от 18 января 2008 на Wayback Machine. Позже брак Кавана и Барнса восстановился. Они жили в Северном Лондоне до её смерти. В сентябре 2008 года у Пэт Кавана  была обнаружена опухоль головного мозга, и 20 октября она умерла у себя дома. Похоронена на Хайгейтском кладбище в Лондоне.

## Клиенты
Среди клиентов Пэт Кавана были: 
- Джон Ирвинг
- Артур Кёстлер (Estate)
- Ли Лори (Estate)
- Салли Бьюмэн[англ.]
- Дирк Богард (Estate)
- Дункан Кэмпбелл[англ.]
- Питер Конрад[англ.]
- Венди Коуп
- Рассел Дэвис
- Майкл Дибдин
- Дуглас Данн[англ.]
- Джеймс Фентон[англ.]*
- Никки Френч
- Джон Фуллер
- Эндрю Грэхэм-Диксон[англ.]
- Роберт Харрис
- Кэролайн Харви[англ.]
- Клайв Джеймс[англ.]
- Гермиона Ли[англ.]
- Прю Лит[англ.]
- Адам Марс-Джонс[англ.]
- Брайан Мур (Estate)
- Блэйк Моррисон[англ.]
- Эндрю Моушн[англ.]
- Рут Ренделл
- Сэнди Токсвиг
- Уильям Тревор
- Джоанна Троллоп[англ.]
- Оберон Во[англ.] (Estate)
- Фрэнсис Уин